# Pfarrhaus (Epfach)

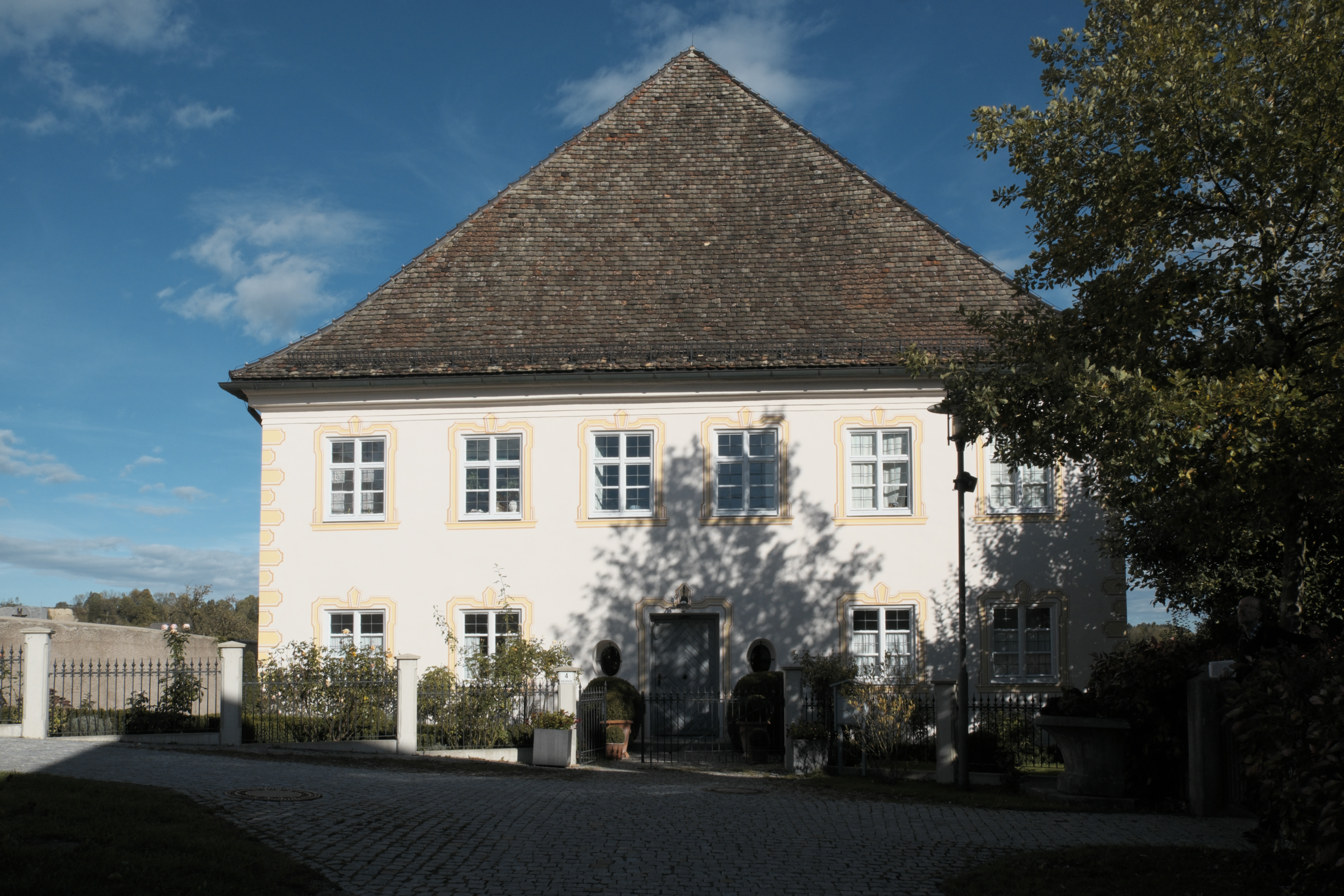
Pfarrhaus in Epfach

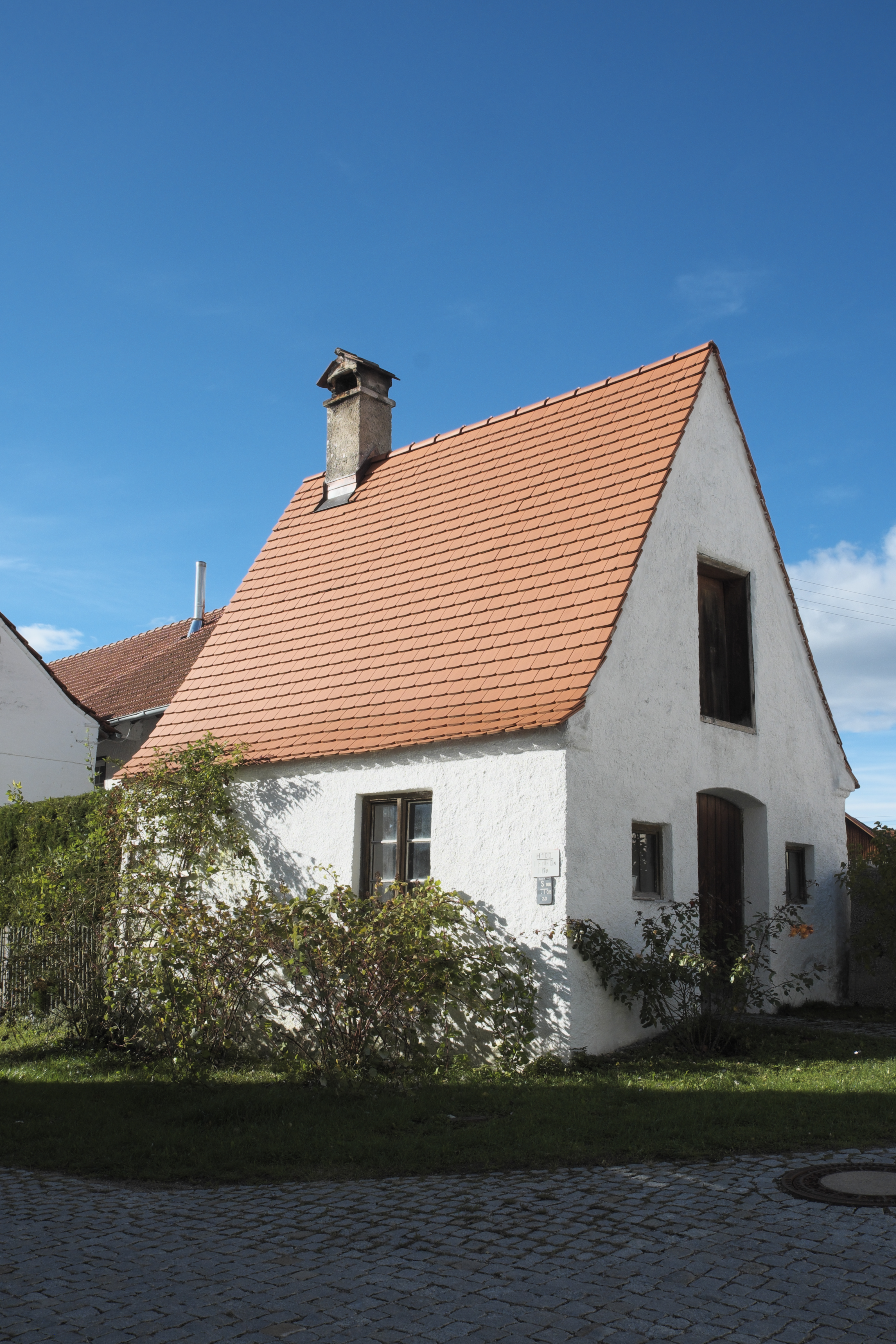
Wasch- und Backhaus

Das Pfarrhaus in Epfach, einem Gemeindeteil von Denklingen im oberbayerischen Landkreis Landsberg am Lech, wurde um 1750 vom Kloster Steingaden errichtet. Das Pfarrhaus an der Dominikus-Zimmermann-Straße 3/4, in der Nähe der katholischen Pfarrkirche St. Bartholomäus, ist ein geschütztes Baudenkmal.

## Beschreibung
Der zweigeschossige Walmdachbau auf quadratischem Grundriss wird durch sechs Fensterachsen an jeder Seite gegliedert. Die gemalten Fenstereinrahmungen und Eckquaderungen stammen wie die flankierenden Rundfenster am Hauseingang von der Renovierung der Jahre 1984 bis 1986.
Das repräsentative Treppenhaus besitzt eine zweiläufige Treppe mit Wendepodest und Balustergelände. Treppenhaus und Obergeschoss zeichnen sich durch qualitätsvolle Stuckarbeiten aus. Das Prälatenzimmer im Obergeschoss wird dominiert vom Wappen des Abtes Hyacinth Gassner (1729–1745).
Westlich des Pfarrhauses hat sich das Wasch- und Backhaus, ein kleiner Steilsatteldachbau aus dem 18. Jahrhundert, erhalten.